# 하르카르섬

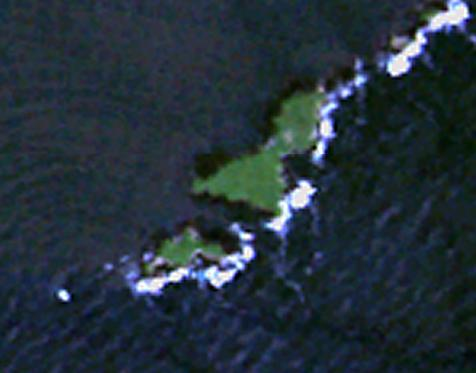

하르카르섬(러시아어: Харкар, 일본어: 春苅島 하루카루토[*])은 쿠릴 열도의 하보마이 군도에 있는 무인도로, 전쟁 전에는 6명이 살고 있었다. 총면적은 불과 2 제곱킬로미터이다. 현재 러시아가 실효 지배하고 있으나, 일본이 영유권을 주장하고 있다.